# Groupe nomade

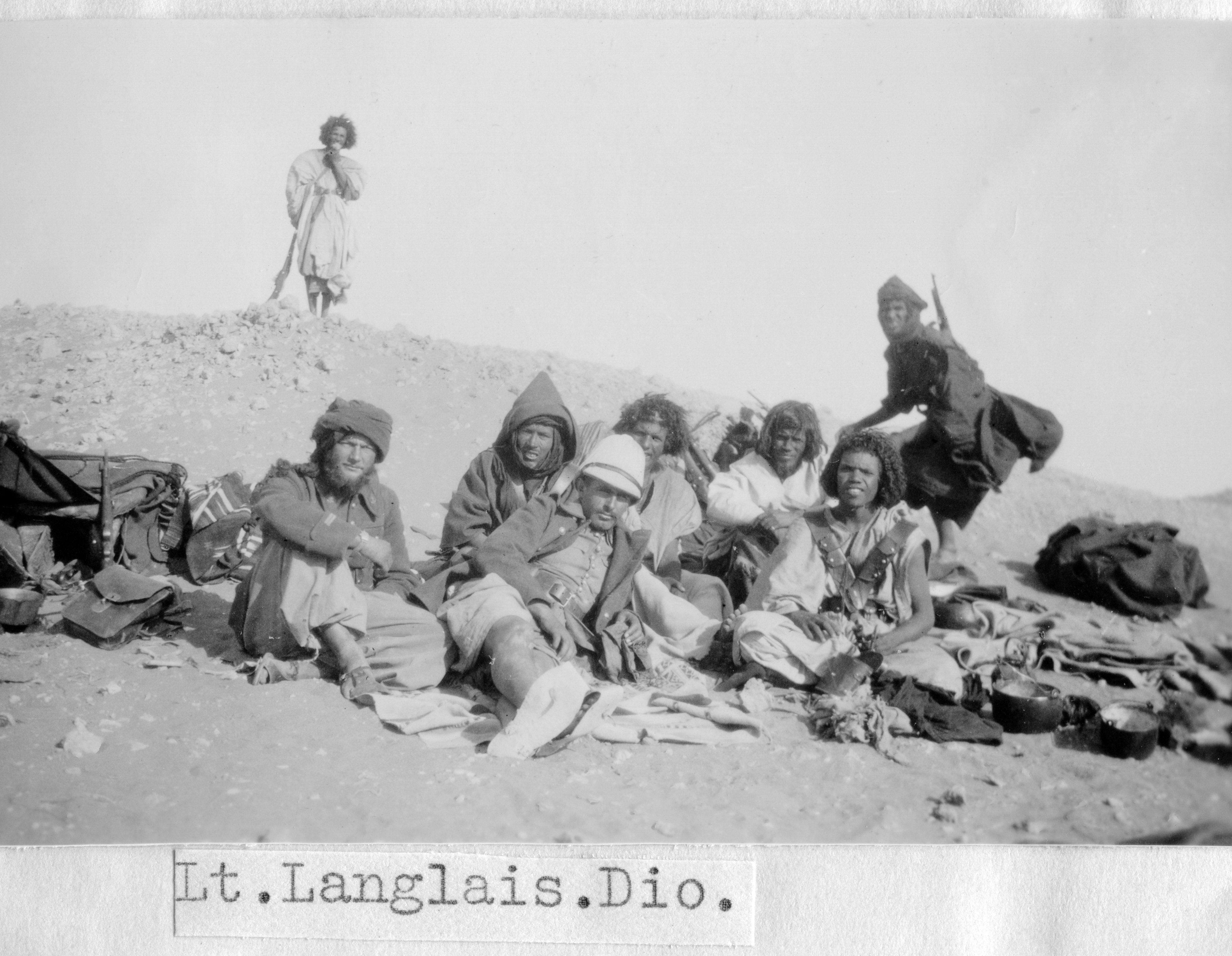
Le groupe nomade d'Araouane en 1932.

Un groupe nomade (GN) est un type d'unité de l'Armée française destinées à contrôler les territoires sahariens d'Afrique-Occidentale et Afrique-Équatoriale française à l'époque coloniale. Les groupes nomades faisaient partie des troupes coloniales, alors que les compagnies sahariennes faisaient partie des troupes « métropolitaines » (Armée d'Afrique). 

## Histoire
Les groupes nomades sont des équivalents des compagnies sahariennes du Sud-algérien,. Ils ont été créés en 1926 par regroupement des pelotons méharistes dispersés dans les différentes unités en position au Sahel,.

### Mauritanie
Le 18 août 1932, le groupe nomade du Trarza est pris en embuscade lors de la bataille d'Oum Tounsi et perd trente-sept tués.
Le 8 mars 1933, traqués par les groupes nomades de Mauritanie, les chefs de la résistance anticoloniale se soumettent à la France à Atar.

### Tchad
Trois groupes nomades sont créés au sein du régiment de tirailleurs sénégalais du Tchad en 1924 (ou 1926?) : groupe nomade du Kanem, du Borkou et de l'Ennedi. Un quatrième, le groupe nomade du Tibesti, est créé en 1929.
Lors de la Seconde Guerre mondiale, les groupes nomades du Borkou, de l'Ennedi et du Tibesti combattent au sein de la colonne Leclerc.

## Organisation
Ces unités méharistes emploient des soldats réguliers, les tirailleurs, et des « supplétifs » sahariens engagés parmi les grandes tribus nomades, Maures, Touaregs, Toubous ou Arabes. Ces supplétifs, de statut civil, sont appelés « goumiers » par l’armée coloniale, tout comme les troupes « indigènes » de cavalerie en Afrique du Nord.
Un groupe nomade compte trois sections de tirailleurs, un groupe de tirailleurs et un goum comptant de 50 à plus d'une centaine goumiers.

## Uniforme et équipement
À partir de 1928, les GN reçoivent des postes émetteurs-récepteurs pour faciliter les transmissions.

## Postérité
Après l'indépendance, la majeure partie des anciens goumiers coloniaux restés en service au Niger et en Mauritanie ont intégré les corps nationaux de gardes. Les groupes nomades du Tchad rejoignent les forces armées tchadiennes en 1965.
En outre, dans les années 1990, des unités méharistes rattachées au corps des gardes nationales ont été reformées avec le soutien de la coopération militaire française, notamment en Mauritanie et au Mali.
Au Tchad, au Mali, au Niger et en Mauritanie, des groupes de gardes nationaux nomades montés à dromadaires ont ainsi existé jusqu’à récemment, ou existent encore en 2016.
Ainsi au Niger, les unités méharistes modernes sont dans la garde nationale, anciennes forces nationales d’intervention et de sécurité (FNIS) depuis 2011, et héritières de la garde républicaine du Niger dans laquelle avait été intégrée une partie des rebelles touaregs nigériens après les accords de paix de 1995-1997[pas clair].